# Martin Bakoš
Martin Bakoš (ur. 18 kwietnia 1990 w Nowej Wsi Spiskiej) – słowacki hokeista, reprezentant Słowacji, olimpijczyk.

## Kariera
- HK Spiska Nowa Wieś U18 (2004-2007)
- HK Spiska Nowa Wieś U20 (2007)
- Slovan Bratysława U20 (2007-2009)
- HK Orange 20 (2009-2010)
- Slovan Bratysława (2007, 2009-2014)
  -  HK 36 Skalica (2012)
- Bílí tygři Liberec (2014-2016)
- Kunlun Red Star (2016-2017)
- Bílí tygři Liberec (2017-2018)
- Providence Bruins (2018)
- HK Soczi (2019)
- Admirał Władywostok (2019-2020)
- Spartak Moskwa (2020-2021)
- HK Soczi (2021-2022)
- HC Oceláři Trzyniec (2022)
- HC Ajoie (2022-)

Wychowanek klubu HK Spišská Nová Ves. Od 2007 zawodnik Slovana Bratysława. Początkowo grał w drużynie juniorskiej klubu, a od 2009 na stałe w zespole seniorskim. Od września 2014 zawodnik czeskiego klubu Bili Tygri Liberec. Od lipca 2016 zawodnik chińskiego klubu Kunlun Red Star, beniaminka w lidze KHL. W maju 2017 powrócił do Bílí tygři Liberec. W maju 2018 informowano o jego angażu w Komecie Brno. Od maja 2018 formalnie zawodnik Mora IK. W połowie czerwca 2018 podpisał kontrakt z Boston Bruins (NHL), z którego nie rozegrawszy meczu został zwolniony w grudniu 2018. Do tego czasu występował w klubie filialnym Providence Bruins. W grudniu 2018 został zawodnikiem HK Soczi. W czerwcu 2019 przeszedł do Admirał Władywostok. W maju 2020 przeszedł do Spartaka Moskwa. Z końcem kwietnia 2021 odszedł z klubu. Od maja 2021 ponownie w zespole z Soczi. Od końca stycznia do sierpnia 2022 był zawodnikiem czeskiego Oceláři Trzyniec. We wrześniu 2022 podpisał terminowy kontrakt ze szwajcarskim klubem HC Ajoie w wymiarze jednego miesiąca.
Uczestniczył w turniejach mistrzostw świata edycji 2016, 2018 oraz zimowych igrzysk olimpijskich 2018.

## Sukcesy
Klubowe
- Srebrny medal mistrzostw Słowacji: 2010 ze Slovanem
- Złoty medal mistrzostw Słowacji: 2012 ze Slovanem
- Złoty medal mistrzostw Czech: 2016 z Bílí tygři Liberec